# Munstege
Munstege är ett redskap för undersökning av munhålan hos husdjur.
En munstege kan utgöras av ett par järnstänger, förenade med tvärslåar, avsedda att vila på lanerna eller kindtänderna. Andra munstegar är konstruerade som kilar, som förs in mellan kindtänderna på ena sidan.